# مارغريت كاشينج أوسغود
مارغريت كاشينج أوسغود (بالإنجليزية: Margaret Cushing Osgood)‏ هي كاتِبة وشاعرة أمريكية، ولدت في 1847، وتوفيت في 1941.